# 马纲领
马纲领（1959年11月—），浙江东阳人，汉族，德庆县工商联主席、德庆大一家具有限公司总经理。中华人民共和国政治人物、第十二届全国人民代表大会广东地区代表。

## 生平
毕业于杭州电子工业学院经济管理专业。2013年，担任全国人大代表。